# 坂本町 (弘前市)
坂本町（さかもとちょう）は、江戸期から現在にかけての青森県弘前市の地名。郵便番号は036-8016。2017年6月1日現在の人口は56人、世帯数は30世帯。

## 地理
- 飛地で位置する町で、土手町寄り、北瓦ケ町・中瓦ケ町寄り、南横町・緑町寄りにある。
- 当初は南の土手町を南北に結ぶ筋道の町だったが、町割りの進行により北は山下町・北瓦ケ町・南柳町によって分断、中ほどは田代町、南端は南瓦ケ町になる。飛地になったのもこの複雑な経緯からと思われる。

## 歴史
- 正徳年間ごろ - 成立。
- 1901年（明治34年） - 私立弘前女学校（現：弘前学院聖愛中学高等学校）が元大工町から移転。
- 1950年（昭和25年） - 弘前学院短期大学が併設。
- 1970年（昭和45年） - 校地が手狭のため、弘前学院短期大学は稔町へ移転。
- 1974年（昭和49年） - 高校は原ケ平へ移転。跡地は駐車場（現在の坂本町5番地、中三一般有料駐車場のあたりと思われる）になる。

### 沿革
- 江戸期 - 弘前城下の一町。
- 明治初年～明治22年 - 弘前を冠称。
- 1899年（明治22年） - 弘前市に所属。

## 小・中学校の学区
市立小・中学校に通う場合、学区は以下の通りとなる。
| 大字   | 番地 | 小学校             | 中学校             |
| ------ | ---- | ------------------ | ------------------ |
| 坂本町 | 全域 | 弘前市立大成小学校 | 弘前市立第三中学校 |

## 交通
- 弘南バス
  - 中央通り二丁目（土手町循環100円バス、他）停留所。
  - 南瓦ヶ町（ためのぶ号 津軽藩ねぷた村経由 - りんご公園線）停留所。
    - 夏季（4月～11月）のみの営業。

  - 中土手町（土手町循環100円バス、他）停留所。